# Guido Faba
Guido Faba (* vor 1190 in Bologna; † nach 1248 in ebenda) war einer der erfolgreichsten Lehrer der ars dictaminis und der Rhetorik.

## Leben
Sein Vater war ein nicht näher nachgewiesener Nicolaus in Bologna, wo er 1210 als Magister belegt ist. 1215 sowie 1219–1220 war er als öffentlicher Notar tätig. 1221 arbeitete er als Notar des Bischofs von Bologna und war mit ihm unter anderem an der päpstlichen Kurie in Rom. 1224/5 erhielt er die ersten Klerikerweihen und amtierte als Priester und Kaplan einer nicht näher bestimmten Kapelle San Michele (vermutlich San Michele di Mercato di Mezzo). An der dort angesiedelte Schule für Grammatik und ars dictaminis war er als Lehrer tätig. 1242 bis 1243 lehrte er in Siena.

## Werk
Guidos verfasste mehrere Werke zu Fragen des lateinischen Brief- und Redestils (ars dictaminis), insbesondere eine Sammlung von Mustern für Einleitungen von Briefen. Sein ältestes Werk sind die Exordia, die in einer zweiten Fassung um 1229 belegt sind. Dieses Werk wie die jüngere Gemma purpurea liefern Beispiele für Einleitungspassagen von Briefen, angepasst an den Inhalt und die gesellschaftliche Stellung des Adressaten. Zu den Einleitungsmustern in der Summa de vitiis et virtutibus fügt er kurze theoretische Einleitungen hinzu. Das theoretischste Werk Guidos ist die Summa dictaminis, die ca. 1228/1229 entstanden ist. Guido diskutiert die allgemeinen Eigenschaften von schlechtem und gutem Stil, die Bestandteile eines Briefes und einzelne Stilfragen. Er gibt Muster für Anreden, Einleitungen und eine Sammlung von Bibelzitaten für den Gebrauch in Briefen. Die Beschreibung von geistlichen und weltlichen Privilegien gehört zur Notarskunst (ars notariae), der sich auch die um 1230 entstandenen Petitiones widmen. In den Arenge erweitert Guido das Spektrum seiner Muster auch auf Einleitungen für Reden. In ihrer zweiten Fassung (1240–1241) enthalten die Arenge auch vollständige Musterreden. Vollständige Musterbriefe enthalten die Dictamina rhetorica, die etwa 1226/7 entstanden sind. Das jüngste Werk, die Parlamenta et epistole (ca. 1242–1243) enthält Muster für Briefe und Reden.
Die Summa de vitiis et virtutibus, die Gemma purpurea und die Parlamenta et epistole enthalten auch Muster in italienischer Sprache, womit er der erste Rhetoriker des Volgare ist.

## Wirkung
Die handschriftliche Überlieferung weist Gudio als einen der drei wichtigsten Rhetoriker der Bologneser Schule aus (neben Buoncompagno da Signa und Bene da Firenze). Ernst Kantorowicz schätzt ihn als einen der einflussreichsten Vertreter des stilus supremus ein, der in beinahe allen zeitgenössischen Kanzleien rezipiert wurde.

### Ausgaben
- Augusto Gaudenzi (Bearb.): Guidonis Fabe Dictamina Rhetorica. In: Il Propugnatore. n.s. Band 5, 1892, S. 86–129 und S. 58–109 (online bei ALIM).
- Gemma purpurea. Auszüge in: Arrigo Castellani: Le formule volgari di Guido Faba. In: Studi di Filologia Italiana. Band 13, 1955, S. 5–78.
- Gemma purpurea and Summa dictaminis. Auszüge in: Ludwig Rockinger (Hrsg.): Briefsteller und Formelbücher des elften bis vierzehnten Jahrhunderts. Band 1, 1863, S. 185–196 und S. 197–200.
- Virgilio Pini (Hrsg.): La Summa de vitiis et virtutibus di Guido Faba. In: Quadrivium. Band 1, 1956, S. 41–152 (online bei Intratext).
- Augusto Gaudenzi (Bearb.): Guidonis Fabe Summa dictaminis. In: Il Propugnatore. n.s. Band 3, 1890, S. 287–338 und S. 345–393 (online bei ALIM).
- A. Gaudenzi: Guidonis Fabe Epistole. In: Il Propugnatore. n.s. Band 6,1, 1893, S. 359–390 und Band 6,2, S. 372–389 (Nachdruck in: Guido Faba: Dictamina Rhetorica Epistole. Forni Editore, Bologna 1971, S. 99–147) (online bei ALIM).

### Sekundärliteratur (Auswahl)
- R. Aubert: Guy Faba. In: Dictionnaire d’histoire et de géographie ecclésiastiques. Letouzey et Ané, Paris 1988, Band 22, Sp. 1270–1272.
- Arrigo Castellani: Le formule volgari di Guido Faba. In: Studi di Filologia Italiana. Band 13, 1955, S. 5–78.
- Charles B. Faulhaber: The Summa dictaminis of Guido Faba. In: James J. Murphy (Hrsg.): Medieval Eloquence: Studies in the Theory and Practice of Medieval Rhetoric. University of California Press, Berkeley 1978, S. 85–111 (online).
- Augusto Gaudenzi: Sulla cronologia delle opere dei dettatori bolognesi da Buoncompagno a Bene di Lucca. In: Bulletino dell’Istituto Storico Italiano. Band 14, 1895, S. 85–174, besonders S. 118–150.
- Hanns Hohmann: Guido Faba. In: Medieval Italy an encyclopedia. Band 1, 2004 (Online Fassung).
- Ernst Kantorowicz: An “Autobiography” of Guido Faba. In: Ernst Kantorowicz; Michael Cherniavsky und Ralph E. Giesey (Hrsg.): Selected Studies. Augustin, Locust Valley, N.Y. 1965, S. 194–212 (zuerst in: Medieval and Renaissance Studies. Band 1, 1943, S. 253–280.)
- Hans Martin Schaller: Guido Faba. In: Lexikon des Mittelalters. Band 4, Sp. 1776f.
- Giuseppe Vecchi: Le Arenge di Guido Faba e l’eloquenza d’arte, civile, e politica duecentesca. In: Quadrivium. Band 4, 1960, S. 61–87.
- Francesco Bausi: Fava (Faba), Guido (Guido Bononiensis). In: Dizionario Biografico Italiano 45, 1995 online